# Agustín Esteban Collantes
Agustín Esteban Collantes (Carrión de los Condes, 15 de maig de 1815 -Madrid, 19 de juny de 1876) va ser un polític i periodista espanyol. Fill del metge i escriptor Saturnino Esteban i de Juana Gutiérrez. Va ser diputat per Palència a totes les legislatures de la revolució i del regnat d'Amadeu I d'Espanya (a excepció de les constituents de 1869).

## Biografia
Els seus estudis filosòfics els va realitzar en el Seminari Conciliar de Palència, i posteriorment va ingressar en la Universitat de Valladolid on va cursar els estudis sobre lleis i cànons. Ja a Palència, va exercir com a advocat i es va afiliar al Partit Moderat.
Va ser regidor de l'ajuntament de Palència i secretari de la diputació de la província. Després de la revolució de setembre de 1840, es va mudar a Madrid dedicant-se exclusivament a la política, però col·laborant amb els diaris afins al seu partit polític: El Correo Nacional, El Español, La Postdata i el Heraldo.
Va prendre part en la caiguda d'Espartero en 1843, en 1844 va ser nomenat secretari civil de Madrid i en aquest mateix any i fins a una dècada més tard, va ser diputat per la província de Palència, amb això va participar en la redacció de la Constitució Espanyola de 1845. Va ser segon secretari al Congrés en 1851 i segon vicepresident en 1853. En 1852, amb el govern de Juan Bravo Murillo va ser nomenat Director General d'Administració i, posteriorment, Director General de Correus.
Va ser ministre de Foment al govern de Francisco Alejandro Lersundi y Ormaechea i després, de Ministre de Marina interí en govern de Luis José Sartorius y Tapia. Culminada la revolució de 1854, va marxar a França.
En 1857 retorna a Espanya i és elegit diputat per Palència fins a 1858, ja que va ser dissolta, reprendria la diputació en 1866. En la seva tornada, és acusat per malversació de fons en l'adjudicació d'un contracte, finalment va ser absolt dels càrrecs.
Després del derrocament d'Isabel II en 1868 va viatjar a París a oferir els seus serveis, va fundar el periòdic “El Eco de España” a comanda d'Alfons XII, des del qual es va promoure la restauració borbònica. Una vegada produïda la restauració borbònica, va ser designat ambaixador plenipotenciari a Lisboa, Portugal i temps més tard, President del Consell d'Estat d'Espanya i president de secció, càrrec que ocupava quan va morir el 19 de juny de 1876.